# Вербки (Кременчуцький район)
Ве́рбки — село в Україні, у Семенівській селищній громаді Кременчуцького району Полтавської області. Населення становить 566 осіб. 

## Географія
Село Вербки знаходиться на лівому березі річки Омельник, біля її витоків, нижче за течією на відстані 2,5 км розташоване село Старий Хутір, на протилежному березі — село Герасимівка. Поруч проходять автомобільна дорога Т 1716 та залізниця, станція Вербки за 1 км.

## Історія
12 червня 2020 року, відповідно до розпорядження Кабінету Міністрів України № 721-р «Про визначення адміністративних центрів та затвердження територій територіальних громад Полтавської області», село увійшло до складу Семенівської селищної міської громади.
19 липня 2020 року, в результаті адміністративно - територіальної реформи та ліквідації Семенівського району, село увійшло до складу новоутвореного Кременчуцького району.

## Політика

### Парламентські вибори, 2019
На позачергових парламентських виборах 2019 року у селі функціонувала окрема виборча дільниця № 530854, розташована у приміщенні школи.
Результати
- зареєстровано 313 виборців, явка 54,63%, найбільше голосів віддано за «Слугу народу» — 48,52%, за Радикальну партію Олега Ляшка — 17,16%, за Всеукраїнське об'єднання «Батьківщина» — 7,69%.[3] В одномандатному окрузі найбільше голосів отримав Фахраддін Мухтаров (самовисування) — 33,33%, за Анастасію Ляшенко (Слуга народу) — 31,52%, за Костянтина Іщейкіна (самовисування) — 7,27%[4].

## Економіка
- ФГ «Астра».

## Об'єкти соціальної сфери
- Школа І-ІІ ст.
- Клуб.

## Відомі люди
В поселенні народились:
- Дудник Олексій Олексійович (1935—2011)—  поет, лікар
- Омельченко Тиміш Петрович — підполковник Армії УНР.[5]
- Сихно Петро Михайлович — учасник Другої світової війни, Герой Радянського Союзу.